# Persone di nome Éric
| Questa pagina contiene informazioni ricavate automaticamente dalle voci biografiche con l'ausilio del template Bio e di un bot. L'aggiornamento è periodico e automatico e ricostruisce completamente la pagina. Se manca una persona in questa lista, sei pregato di non aggiungerla, ma accertati piuttosto che la sua voce biografica contenga il template Bio e che i dati anagrafici siano correttamente compilati. Se il template Bio manca, inseriscilo tu stesso o, in alternativa, metti l'avviso {{tmp\|Bio}} che ne segnala la mancanza. Se i dati riportati sono sbagliati, correggi direttamente la voce biografica; le modifiche saranno visibili in questa lista entro pochi giorni. Per chiarimenti vedi il progetto antroponimi. La lista contiene solo le 100 persone che sono citate nell'enciclopedia e per le quali è stato implementato correttamente il template Bio. Pagina aggiornata al 16 ott 2024. |

Questa è una lista di persone presenti nell'enciclopedia che hanno il prenome Éric, suddivise per attività principale.

## Allenatori di calcio(7)
- Éric Bedouet, allenatore di calcio, dirigente sportivo e ex calciatore francese (Brain-sur-Longuenée, n. 1954)
- Éric Chelle, allenatore di calcio e ex calciatore maliano (Abidjan, n. 1977)
- Éric Deflandre, allenatore di calcio e ex calciatore belga (Rocourt, n. 1973)
- Éric Descombes, allenatore di calcio e ex calciatore mauritano (n. 1971)
- Éric Rabésandratana, allenatore di calcio e ex calciatore francese (Épinay-sur-Seine, n. 1972)
- Éric Roy, allenatore di calcio, dirigente sportivo e ex calciatore francese (Nizza, n. 1967)
- Éric Sikora, allenatore di calcio e ex calciatore francese (Courrières, n. 1968)

## Allenatori di hockey su ghiaccio(2)
- Éric Bélanger, allenatore di hockey su ghiaccio e ex hockeista su ghiaccio canadese (Sherbrooke, n. 1977)
- Éric Landry, allenatore di hockey su ghiaccio e ex hockeista su ghiaccio canadese (Gatineau, n. 1975)

## Allenatori di pallacanestro(2)
- Éric Bartecheky, allenatore di pallacanestro francese (Châlons-en-Champagne, n. 1972)
- Éric Girard, allenatore di pallacanestro e ex cestista francese (Cholet, n. 1964)

## Allenatori di pallavolo(1)
- Éric N'Gapeth, allenatore di pallavolo e ex pallavolista camerunese (Douala, n. 1959)

## Allenatori di tennis(1)
- Éric Winogradsky, allenatore di tennis e ex tennista francese (Neuilly-sur-Seine, n. 1966)

## Alpinisti(1)
- Éric Escoffier, alpinista francese (L'Arbresle, n. 1960 - Broad Peak, † 1998)

## Arcivescovi cattolici(1)
- Éric de Moulins-Beaufort, arcivescovo cattolico francese (Landau in der Pfalz, n. 1962)

## Artisti(1)
- Eric Joisel, artista francese (Montmorency, n. 1956 - Argenteuil, † 2010)

## Attori(5)
- Éric Berger, attore francese (Amiens, n. 1969)
- Éric Caravaca, attore e regista francese (Rennes, n. 1966)
- Éric Elmosnino, attore francese (Suresnes, n. 1964)
- Eric Métayer, attore, regista e sceneggiatore francese (Parigi, n. 1958)
- Éric Ruf, attore, regista e scenografo francese (Belfort, n. 1969)

## Autori di videogiochi(1)
- Éric Chahi, autore di videogiochi francese (Yerres, n. 1967)

## Avvocati(1)
- Éric Dupond-Moretti, avvocato e politico francese (Maubeuge, n. 1961)

## Biatleti(1)
- Éric Perrot, biatleta francese (Bourg-Saint-Maurice, n. 2001)

## Bobbisti(2)
- Éric Alard, ex bobbista francese (Parigi, n. 1967)
- Éric Le Chanony, ex bobbista francese (Amiens, n. 1968)

## Calciatori(15)
- Éric Akoto, ex calciatore ghanese (Accra, n. 1980)
- Éric Cantona, ex calciatore, dirigente sportivo e attore francese (Marsiglia, n. 1966)
- Éric Carrière, ex calciatore francese (Foix, n. 1973)
- Éric Cubilier, ex calciatore francese (Nizza, n. 1979)
- Éric Junior Dina Ebimbe, calciatore francese (Stains, n. 2000)
- Éric Hassli, ex calciatore francese (Sarreguemines, n. 1981)
- Éric Marester, ex calciatore francese (Villeneuve-la-Garenne, n. 1984)
- Éric Matoukou, ex calciatore camerunese (Yaoundé, n. 1983)
- Éric Mouloungui, ex calciatore gabonese (Port-Gentil, n. 1984)
- William N'Jo Léa, ex calciatore francese (Parigi, n. 1962)
- Éric Pécout, ex calciatore francese (Blois, n. 1956)
- Éric Ramos, calciatore paraguaiano (Carapeguá, n. 1987)
- Éric Renaut, ex calciatore francese (Saint-Germain-en-Laye, n. 1954)
- Éric Vales, calciatore andorrano (Andorra la Vella, n. 2000)
- Éric Vandenabeele, calciatore francese (Calais, n. 1991)

## Canoisti(1)
- Éric le Leuch, ex canoista francese (Dinan, n. 1971)

## Cantanti(2)
- Éric Charden, cantante, cantautore e scrittore francese (Haiphong, n. 1942 - Parigi, † 2012)
- Helmut Fritz, cantante francese (Béning-lès-Saint-Avold, n. 1975)

## Cestisti(4)
- Éric Beugnot, ex cestista francese (Cliron, n. 1955)
- Éric Micoud, ex cestista francese (Cotonou, n. 1973)
- Éric Occansey, ex cestista francese (Jœuf, n. 1964)
- Éric Struelens, ex cestista, allenatore di pallacanestro e dirigente sportivo belga (Watermael-Boitsfort, n. 1969)

## Ciclisti su strada(3)
- Éric Berthou, ex ciclista su strada francese (Brest, n. 1980)
- Éric Boyer, ex ciclista su strada e dirigente sportivo francese (Choisy-le-Roi, n. 1963)
- Éric Caritoux, ex ciclista su strada francese (Carpentras, n. 1960)

## Compositori(3)
- Éric Demarsan, compositore francese (Parigi, n. 1938)
- Erik Satie, compositore e pianista francese (Honfleur, n. 1866 - Parigi, † 1925)
- Éric Serra, compositore francese (Saint-Mandé, n. 1959)

## Critici d'arte(1)
- Éric de Chassey, critico d'arte francese (Pittsburgh, n. 1965)

## Cuochi(1)
- Éric Kayser, pasticciere francese (Lure, n. 1964)

## Danzatori(1)
- Éric Vu-An, ballerino, coreografo e direttore artistico francese (Parigi, n. 1963 - Nizza, † 2024)

## Direttori della fotografia(1)
- Éric Gautier, direttore della fotografia francese (Parigi, n. 1961)

## Dirigenti sportivi(2)
- Éric Assadourian, dirigente sportivo, allenatore di calcio e ex calciatore francese (Saint-Maurice, n. 1966)
- Éric Guérit, dirigente sportivo, allenatore di calcio e ex calciatore francese (Niort, n. 1964)

## Filosofi(1)
- Éric Alliez, filosofo francese (n. 1957)

## Fotografi(1)
- Éric Valli, fotografo e regista francese (Digione, n. 1952)

## Ginnasti(1)
- Éric Poujade, ginnasta francese (Aix-en-Provence, n. 1972 - Marsiglia, † 2024)

## Giornalisti(2)
- Éric Laurent, giornalista e scrittore francese (n. 1947)
- Éric Zemmour, giornalista, scrittore e saggista francese (Montreuil, n. 1958)

## Hockeisti su ghiaccio(1)
- Éric Gélinas, hockeista su ghiaccio canadese (Vanier, n. 1991)

## Imprenditori(1)
- Éric Boullier, imprenditore e dirigente sportivo francese (Laval, n. 1973)

## Musicisti(2)
- Erick Benzi, musicista, cantautore e produttore discografico francese (Marsiglia, n. 1959)
- Éric Humbertclaude, musicista, compositore e musicologo francese (Saint-Dié-des-Vosges, n. 1961)

## Navigatori(1)
- Éric Tabarly, navigatore, velista e militare francese (Nantes, n. 1931 - Mare d'Irlanda, † 1998)

## Pattinatori artistici su ghiaccio(1)
- Éric Millot, ex pattinatore artistico su ghiaccio francese (Reims, n. 1968)

## Piloti automobilistici(2)
- Éric Bernard, ex pilota automobilistico francese (Martigues, n. 1964)
- Éric Hélary, pilota automobilistico francese (Parigi, n. 1966)

## Piloti motociclistici(2)
- Éric Bernard, pilota motociclistico francese (La Roche-sur-Yon, n. 1967)
- Éric Saul, pilota motociclistico francese (Parigi, n. 1954)

## Politici(5)
- Éric Andrieu, politico francese (Narbona, n. 1960)
- Éric Besson, politico francese (Marrakech, n. 1958)
- Éric Ciotti, politico francese (Nizza, n. 1965)
- Éric Di Meco, politico e ex calciatore francese (Avignone, n. 1963)
- Éric Woerth, politico francese (Creil, n. 1956)

## Pugili(1)
- Éric Molina, pugile statunitense (Raymondville, n. 1982)

## Registi(6)
- Éric Barbier, regista e sceneggiatore francese (Aix-en-Provence, n. 1960)
- Bibo Bergeron, regista, animatore e sceneggiatore francese (Parigi, n. 1965)
- Éric Gravel, regista e sceneggiatore canadese (Verdun)
- Éric Lartigau, regista francese (Parigi, n. 1964)
- Éric Lavaine, regista e sceneggiatore francese (Parigi, n. 1962)
- Éric Rochant, regista e sceneggiatore francese (Parigi, n. 1961)

## Rugbisti a 15(2)
- Éric Bonneval, ex rugbista a 15 e giornalista francese (Tolosa, n. 1963)
- Éric Champ, ex rugbista a 15, dirigente d'azienda e dirigente sportivo francese (Tolone, n. 1962)

## Sceneggiatori(1)
- Éric Besnard, sceneggiatore e regista francese (n. 1964)

## Schermidori(1)
- Éric Srecki, ex schermidore francese (Béthune, n. 1964)

## Sciatori alpini(2)
- Éric Rolland, ex sciatore alpino francese (n. 1975)
- Éric Villiard, ex sciatore alpino canadese (n. 1970)

## Scrittori(3)
- Éric Holder, scrittore francese (Lilla, n. 1960 - Queyrac, † 2019)
- Erik Orsenna, scrittore francese (Parigi, n. 1947)
- Éric Vuillard, scrittore e regista francese (Lione, n. 1968)

## Tennisti(2)
- Éric Deblicker, ex tennista e allenatore di tennis francese (Neuilly-sur-Seine, n. 1952)
- Éric Prodon, ex tennista francese (Parigi, n. 1981)

## Velocisti(1)
- Éric Perrot, ex velocista francese (Melun, n. 1969)

## Vescovi cattolici(1)
- Éric Marie Pierre Henri Aumonier, vescovo cattolico francese (Parigi, n. 1946)